# Bruce, Wisconsin
Bruce là một làng thuộc quận Rusk, tiểu bang Wisconsin, Hoa Kỳ. Năm 2006, dân số của làng này là 787 người.